# Henny Youngman
Henry "Henny" Youngman (16 de marzo de 1906 – 24 de febrero de 1998) fue un humorista y violinista estadounidense famoso por sus "one-liners", agudezas o chistes cortos, de una única línea, explicados a gran velocidad.
En una época en la que muchos humoristas relataban anécdotas elaboradas, los números cómicos de Youngman consistían en decir una simple agudeza o chiste corto, ocasionalmente con paréntesis en los que tocaba el violín.  Era conocido como el King of the One Liners, un título que le otorgó el columnista Walter Winchell. Una actuación típica de Youngman duraba solo de quince a veinte minutos, pero en la misma utilizaba docenas de chistes explicados a gran velocidad.

## Inicios
Nacido en Inglaterra, su familia se trasladó al barrio de Brooklyn, Nueva York, siendo él joven, y criándose en esta ciudad. Su carrera como humorista empezó después de haber trabajado varios años en una imprenta, donde compuso y publicó un gran número de “comedy cards”—tarjetas que contenían chistes de una sola línea que vendía en el mismo comercio. Las comedy cards fueron descubiertas por el humorista profesional Milton Berle, que estimuló a Youngman e inició una cercana amistad con él.

## Carrera
Animado por su familia a aprender a tocar el violín, los inicios de Youngman en el mundo del espectáculo fueron como músico de una orquesta. Así, lideró una pequeña banda de jazz llamada los "Swanee Syncopaters" y, durante las actuaciones del grupo, Youngman a menudo contaba chistes al público. Una noche, el humorista contratado no pudo actuar, y el propietario del club en el que trabajaba pidió a Youngman que le sustituyera. Youngman tuvo éxito, iniciando a partir de ese momento una larga carrera como comediante en vivo. Su estilo humorístico, generalmente inofensivo y amable, hizo desternillarse de risa al público a lo largo de décadas. Sus primeras actuaciones tuvieron lugar en clubs y en speakeasies, pero su gran oportunidad llegó cuando actuó en 1937 en el show radiofónico de Kate Smith.
En la década de 1940 Youngman intentó hacerse actor y trabajar en el cine, pero no tuvo éxito en Hollywood. Por ello volvió a los nightclubs y trabajó firme con su número en vivo, haciendo hasta 200 actuaciones al año. Trabajando con el guionista y productor Danny Shapiro, Youngman grabó para National Recording Corporation en 1959 un álbum en directo de una actuación en el Celebrity Club de San Luis (Misuri).
Cuando la Compañía New York Telephone inició su servicio de chistes telefónicos Dial-a-Joke en 1974, más de tres millones de personas llamaron en un mes para oír treinta segundos del material de Youngman—un récord para un comediante.
Youngman nunca se retiró, actuando en locales a lo largo de todo el mundo hasta el momento de su muerte. Aunque su fama llegó a un estatus legendario, él nunca se consideró por encima de los demás, y nunca rehusó actuar en un pequeño local o en un club desconocido. 
Youngman hizo numerosas actuaciones en televisión, entre ellas un largo período en el show Laugh-In. En 1955 presentó la serie The Henny and Rocky Show, junto al campeón de boxeo Rocky Graziano. También hizo cameos en varias películas, entre ellas La loca historia del Mundo y Goodfellas. Además, tuvo un papel importante en el film de Herschell Gordon Lewis The Gore Gore Girls, un  hecho que él negaba.
La última actuación en el cine de Youngman antes de su muerte tuvo lugar en el film de Daniel Robert Cohn film Eyes Beyond Seeing, haciendo un cameo como un paciente psiquiátrico que afirmaba ser Henny Youngman.
Youngman publicó una autobiografía titulada Take My Life, Please!.

## Vida personal
Youngman estuvo casado con Sadie Cohen, la cual fue a menudo centro de sus chistes, aunque en la realidad ambos se querían, y Sadie a menudo acompañaba a su marido en sus giras. El matrimonio permaneció unido cerca de sesenta años, hasta el fallecimiento de Cohen en 1987 tras una prolongada enfermedad. Tuvieron dos hijos, Gary y Marilyn. Gary trabajó en el cine, iniciando su actividad como guionista y director.
Con la excepción de una semana tras fallecer su esposa, y un mes hospitalizado antes de su propia muerte, Youngman trabajó casi a diario durante 70 años, sin descansos de ningún tipo. Henny Youngman falleció a causa de una neumonía el 24 de febrero de 1998, a los 91 años de edad, en Nueva York. Fue enterrado en el Cementerio Mount Carmel de Glendale, Nueva York.